# Хощувка-Стоєцька
Хощувка-Стоєцька (пол. Choszczówka Stojecka) — село в Польщі, у гміні Дембе-Вельке Мінського повіту Мазовецького воєводства.
Населення — 310 осіб (2011).
У 1975-1998 роках село належало до Седлецького воєводства.

## Демографія
Демографічна структура станом на 31 березня 2011 року:
|          | Загалом | Допрацездатний вік | Працездатний вік | Постпрацездатний вік |
| -------- | ------- | ------------------ | ---------------- | -------------------- |
| Чоловіки | 146     | 38                 | 97               | 11                   |
| Жінки    | 164     | 40                 | 94               | 30                   |
| Разом    | 310     | 78                 | 191              | 41                   |